# Cepivo proti COVID-19 AstraZeneca
Cepivo proti COVID-19 AstraZeneca (AZD1222),) pod zaščitenim imenom Vaxzevria in drugimi, na primer Covishield, je virusno vektorsko cepivo proti covidu 19. Razvili sta ga Univerza v Oxfordu in farmacevtsko podjetje AstraZeneca. Daje se z intramuskularno injekcijo (v mišico). Cepivo vsebuje kot vektor (prenašalno strukturo) spremenjen šimpanzji adenovirus ChAdOx1.
Cepivo izkazuje 22 dni po prvem odmerku 76,0-odstotno zaščito pred simptomno okužbo, po drugem odmerku pa je učinkovitost 81,3-odstotna. Podatki kažejo, da je po drugem odmerku cepivo učinkovito pri preprečevanju simptomne okužbe z virusno različico alfa (B1.1.1.7) v 66 % in z različico delta (B.1.617.2) v 60 %.
Cepivo ima ugoden varnostni profil; med neželenimi učinki, ki se lahko pojavijo, spadajo na primer bolečina na mestu injiciranja, glavobol in slabost. Neželeni učinki na splošno izzvenijo v nekaj dneh. V redkih primerih se lahko pojavi anafilaksija, po podatkih iz Velike Britanije so poročali o anafilaksiji v 268 primerih od skupno okoli 22,1 milijona razdeljenih odmerkov cepiva. V zelo redkih primerih se lahko pojavijo krvni strdki s sočasnim nizkim številom krvnih ploščic – večina poročanih primerov se je zgodila pri ženskah, mlajših od 60 let, ter znotraj dveh tednov po cepljenju. Do 4. aprila 2021 so tako v območju Evropskega gospodarskega prostora in Združenega kraljestva poročali o 222 primerih od skupno okoli 34 milijonov cepljenih posameznikov.
Cepivo so prvi odobrili v Združenem kraljestvu, in sicer 30. decembra 2020, s cepljenjem (z odobrenim cepivom, zunaj kliničnih preskušanj) so začeli 4. januarja 2021. Odtlej so cepivo odobrile številne regulatorne oblasti po svetu, med drugim tudi Evropska agencija za zdravila (EMA). V nekaterih državah so njegovo uporabo omejili le na starejše posameznike s povečanim tveganjem za okužbo s covidom 19, in sicer zaradi pomislekov glede zelo redkih neželenih učinkov cepiva pri mlajših posameznikih.

## Klinična uporaba
Cepivo proti COVID-19 AstraZeneca se uporablja za aktivno imunizacijo za preprečevanje koronavirusne bolezni 2019, ki jo povzroča virus SARS-CoV-2, pri osebah, starih 18 let ali več. Cepivo se daje v dveh ločenih odmerkih po 0,5 ml. Drugi odmerek je treba dati od 4 do 12 tednov (od 28 do 84 dni) po prvem odmerku. Za doseganje optimalne učinkovitosti Svetovna zdravstvena organizacija priporoča, da se drugi odmerek uporabi 8 do 12 tednov po prvem odmerku. Cepivo se daje običajno v mišico nadlakti.

## Varnost
Najpogostejši neželeni učinki cepiva proti COVID-19 AstraZeneca v kliničnem preskušanju so bili običajno blagi ali zmerni in so praviloma izzveneli v nekaj dneh po cepljenju. Zelo pogosti neželeni učinki, ki so se pojavili pri 1 od 10 ljudi ali pogosteje, so vključevali bolečino in občutljivost na mestu injiciranja, glavobol, utrujenost, bolečino v mišicah, splošno slabo počutje, mrzlico, vročino, bolečino v sklepih ter slabost. Bruhanje in driska sta se pojavili pri manj kot 1 od 10 ljudi. Zmanjšan tek, vrtoglavica, potenje, bolečine v trebuhu ter izpuščaj so se pojavili pri manj kot 1 od 100 ljudi.
V redkih primerih se lahko pojavi anafilaksija, po podatkih iz Velike Britanije so poročali o anafilaksiji v 268 primerih od skupno okoli 22,1 milijona razdeljenih odmerkov cepiva.
V primerjavi s prvim odmerkom so bili neželeni učinki po drugem odmerku blažji in manj pogosti. Pri starejših odraslih, starih 65 let ali več, je bila pogostnost reakcij na cepljenje na splošno blažja in manj pogosta.

### Krvni strdki
V zelo redkih primerih se lahko pojavijo krvni strdki s sočasnim nizkim številom krvnih ploščic (trombocitopenija) – večina poročanih primerov se je zgodila pri ženskah, mlajših od 60 let, ter znotraj dveh tednov po cepljenju. Do 4. aprila 2021 so tako v območju Evropskega gospodarskega prostora in Združenega kraljestva poročali o 222 primerih od skupno okoli 34 milijonov cepljenih posameznikov.
Simptomi, ki lahko kažejo na pojav krvnih strdkov z nizkim številom krvnih ploščic in pri katerih je treba nemudoma poiskati zdravniško pomoč, so:
- oteženo dihanje,
- bolečine v prsih,
- otekanje okončin,
- vztrajna bolečina v trebuhu,
- nevrološki simptomi, vključno s hudim in vztrajnim glavobolom ali zamegljenim vidom,
- številne drobne podkožne modrice zunaj mesta injiciranja.